# Pucciniastrum
Pucciniastrum  is een geslacht van roestschimmels die behoort tot de familie Pucciniaceae. Het zijn heteroecische biotrofe parasieten. De geslachtelijke fase  met spermogonia en aecia komt voor op soorten van de dennenfamilie (Pinaceae). De ongeslachtelijk fase met uredinia en telia komt voor op loofbomen en struiken van de berkenfamilie (Betulaceae).

## Kenmerken
Spermogonia en aecia
De spermagonia zijn schijfvormig en hebben geen perifysen. De aeciosporen hebben op de wanden wratachtige uitsteeksels.
Uredinia
De uredinia worden bedekt met een peridium en hebben een centrale ostiole. De van binnen gele urediniosporen hebben kleurloze, stekelige wanden met onduidelijke kiemporen.
Telia
De teliosporen zijn in de telia gerangschikt in een enkele, palissadeachtige laag. De dunwandige teliosporen hebben geen steel. De teliospore heeft twee of meer cellen elk met een kiempore.

## Foto's

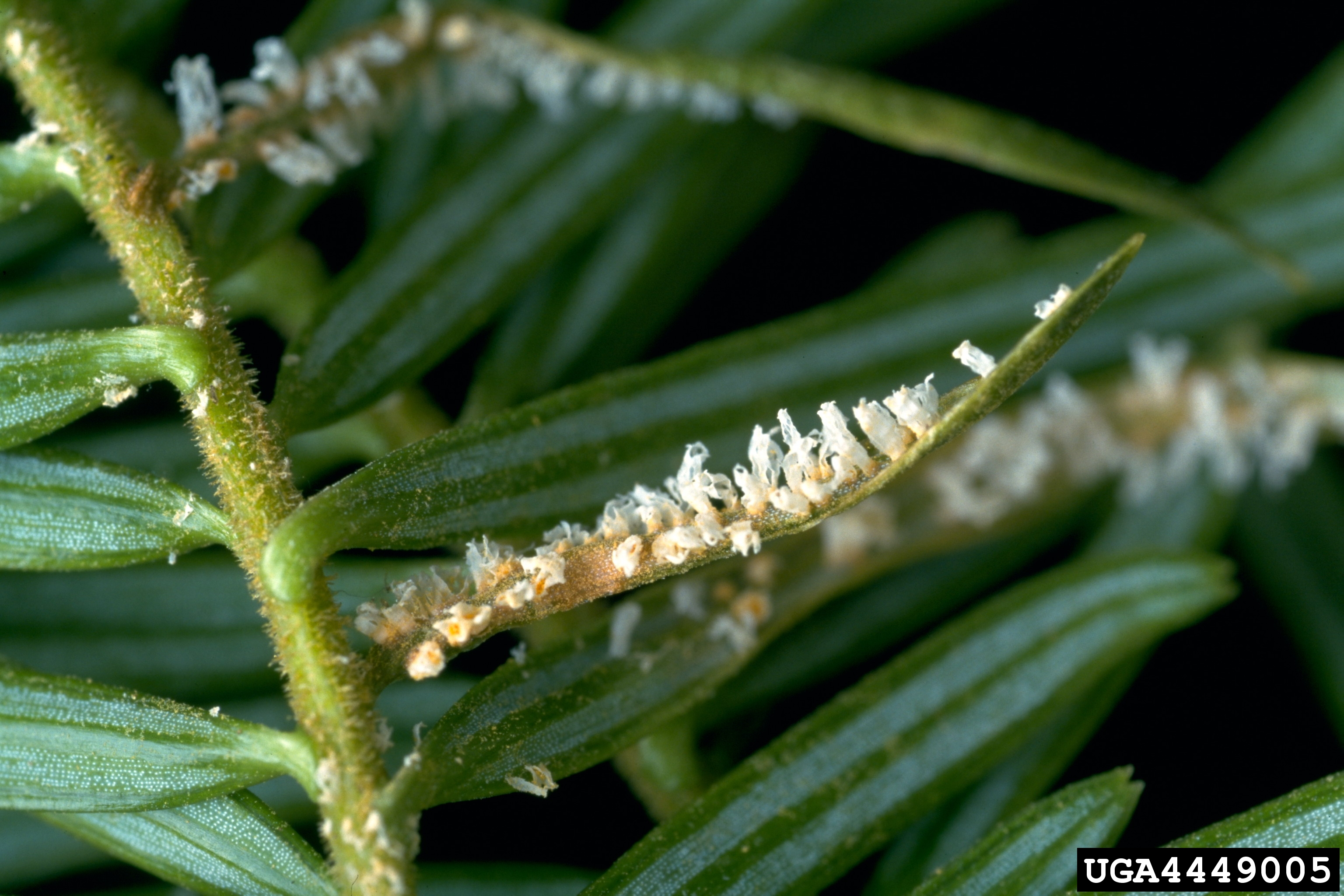
Aecia van de wilgenroosjeroest op zilverspar
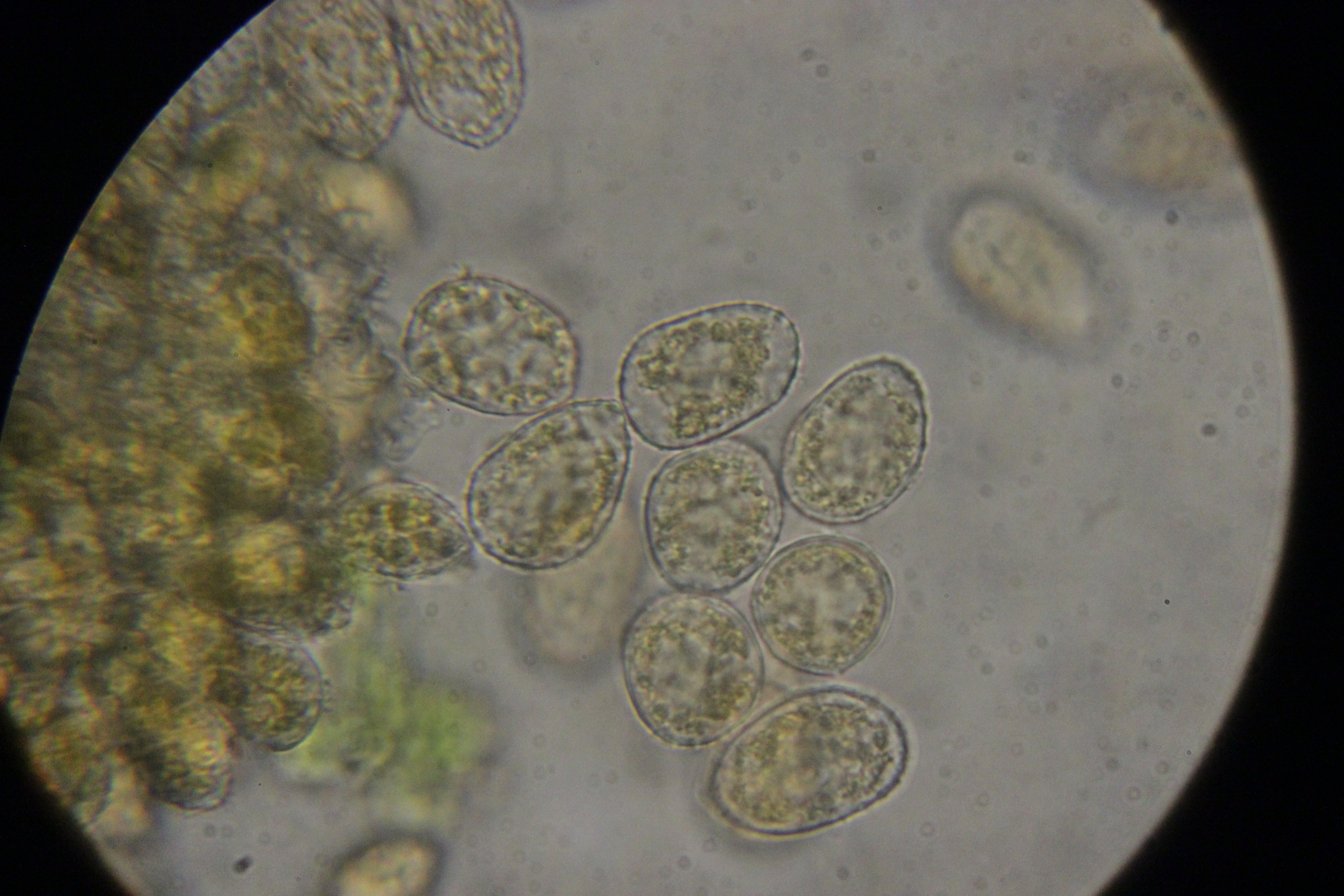
Urediniasporen van de wilgenroosjeroest
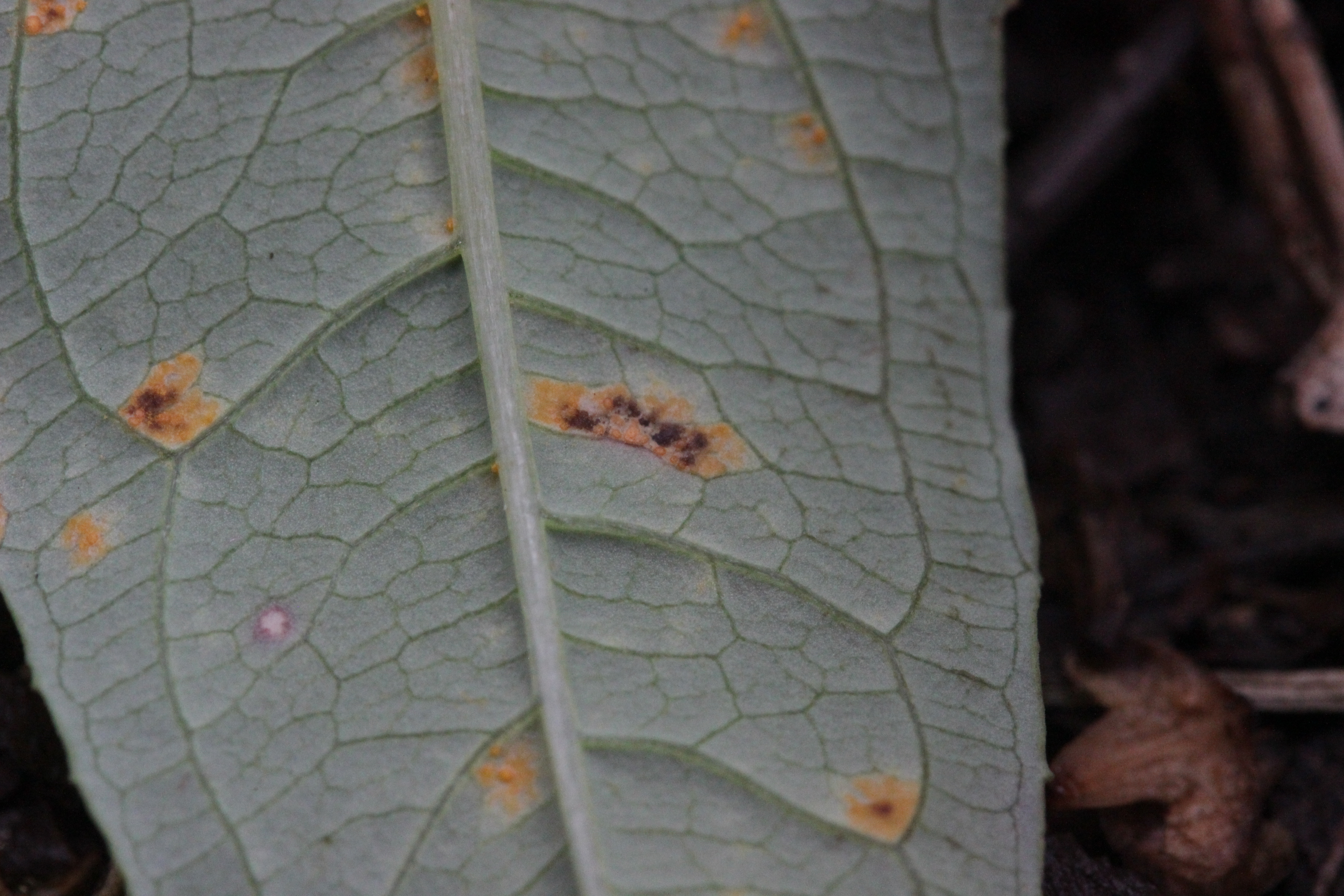
Telia van de wilgenroosjeroest
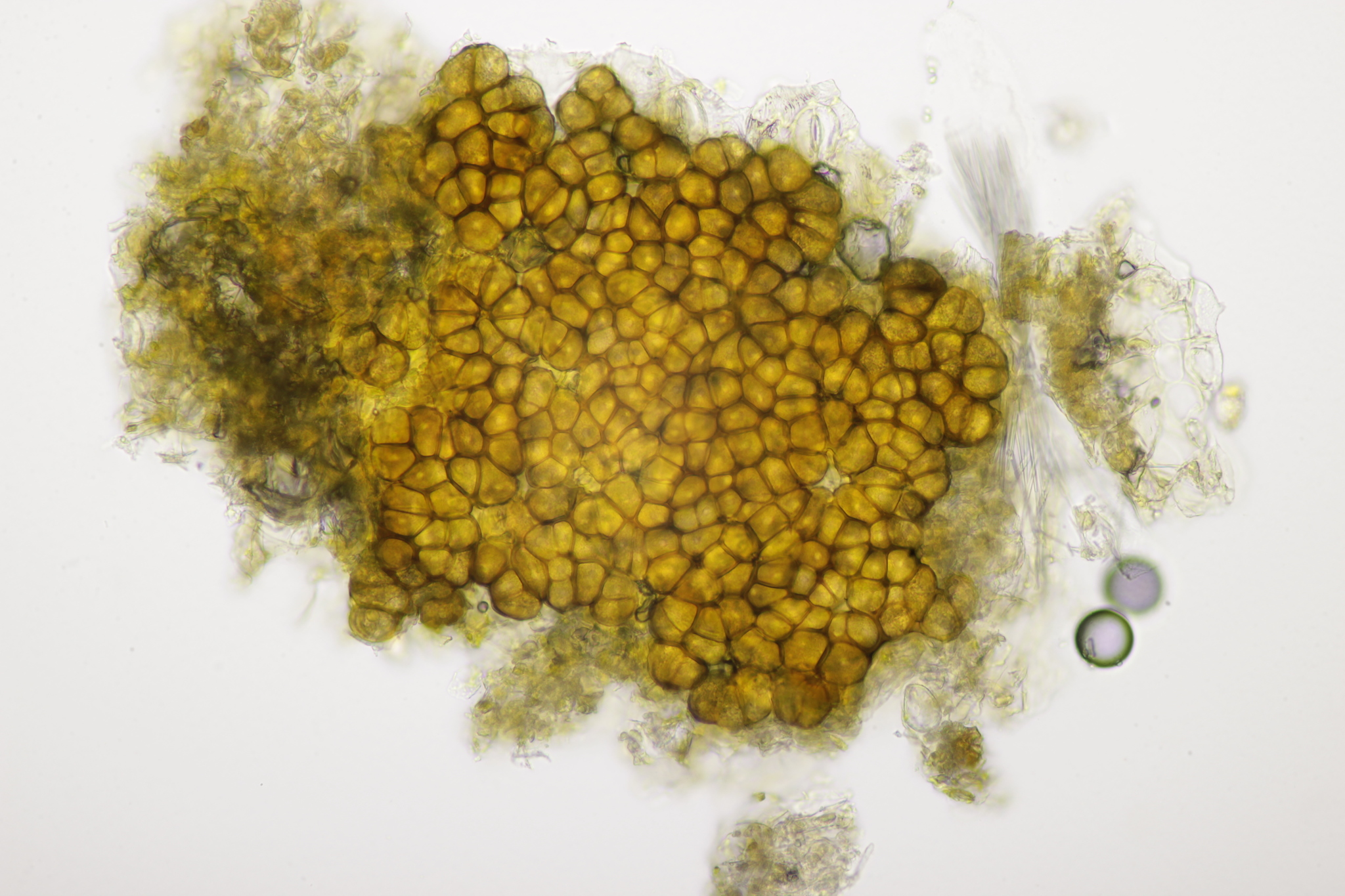
Telium van de wilgenroosjeroest

## Soorten
Soorten volgens Species Fungorum:
- Pucciniastrum aceris Syd. (1937)
- Pucciniastrum actinidiae Hirats. f. (1952)
- Pucciniastrum agrimoniae (Dietel) Tranzschel (1895)
- Pucciniastrum alaskanum Mains (1939)
- Pucciniastrum areolatum (Fr.) G.H. Otth (1864)
- Pucciniastrum asterum (Tranzschel) Jørst. (1958)
- Pucciniastrum beringianum Tranzschel (1939)
- Pucciniastrum boehmeriae (Dietel) Syd. & P. Syd. (1903)
- Pucciniastrum brachybotrydis (Tranzschel) Jørst. (1907)
- Pucciniastrum castaneae Dietel (1902)
- Pucciniastrum celastri Syd. & P. Syd. (1907)
- Pucciniastrum circaeae (Schumach.) Speg. (1888)
- Pucciniastrum clemensiae Arthur & Cummins (1937)
- Pucciniastrum corchoropsidis (Dietel) Dietel (1915)
- Pucciniastrum coriariae Dietel (1900)
- Pucciniastrum corni Dietel (1905)
- Pucciniastrum coronisporum {Jing X. Ji & Kakish. (2019)
- Pucciniastrum coryli Kom. (1899)
- Pucciniastrum crawfurdiae Syd. (1931)
- Pucciniastrum crawfurdiae-japonicae Hirats. f. (1940)
- Pucciniastrum enkianthi Y.M. Liang & Kakish. (2011)
- Pucciniastrum epilobii G.H. Otth (1861)
- Pucciniastrum epilobii-dodonaei Dietel & Eichhorn (1942)
- Pucciniastrum fagi G. Yamada (1930)
- Pucciniastrum fuchsiae Hirats. f. (1927)
- Pucciniastrum gaultheriae Syd. & P. Syd. (1907)
- Pucciniastrum gentianae Hirats. f. & Hashioka (1935)
- Pucciniastrum goodyerae (Tranzschel) Arthur (1907)
- Pucciniastrum guttatum (J. Schröt.) Hyl., Jørst. & Nannf. (1953)
- Pucciniastrum hakkodense (S. Ito & Hirats. f.) Jørst. (1958)
- Pucciniastrum hikosanense Hirats. f. (1940)
- Pucciniastrum hydrangeae (Magnus) Arthur (1906)
- Pucciniastrum hydrangeae-petiolaris Hirats. f. (1927)
- Pucciniastrum ishikariense Hirats. f. (1936)
- Pucciniastrum ishiuchii Hirats. f. (1943)
- Pucciniastrum kusanoi Dietel (1903)
- Pucciniastrum magnisporum G.F. Laundon (1963)
- Pucciniastrum malloti Hirats. f. (1935)
- Pucciniastrum menziesiae (Hirats. f.) Jørst. (1958)
- Pucciniastrum mussaendae Syd. (1931)
- Pucciniastrum myosotidii McKenzie & Padamsee (2014)
- Pucciniastrum nipponicum (Hirats. f.) Jørst. (1958)
- Pucciniastrum pseudocerasi (Hirats. f.) Jørst. (1958)
- Pucciniastrum pyrolae (J.F. Gmel.) J. Schröt. (1880)
- Pucciniastrum rubiae (Kom.) Jørst. (1958)
- Pucciniastrum sparsum (G. Winter) E. Fisch. (1904)
- Pucciniastrum stachyuri Hirats. f. & Yoshin. (1935)
- Pucciniastrum symphyti (DC.) McKenzie & Padamsee (2014)
- Pucciniastrum tripetaleiae (Hirats. f.) Jørst. (1958)
- Pucciniastrum verruculosum Jing X. Ji & Kakish. (2019)
- Pucciniastrum wikstroemiae Arthur (1925)
- Pucciniastrum yoshinagae Hirats. f. (1931)